# Santa-Rosa-Spitzmausbeutelratte
Die Santa-Rosa-Spitzmausbeutelratte (Monodelphis sanctaerosae) ist nur durch ein einziges Exemplar bekannt, das als Holotyp für die im Jahr 2012 veröffentlichte Erstbeschreibung verwendet wurde. Es wurde in der Nähe von Santa Rosa de Roca im bolivianischen Departamento Santa Cruz gefangen.

## Beschreibung
Der Holotyp, ein Weibchen, hat eine Kopfrumpflänge von 10,8 cm, hat einen 6 cm langen Schwanz und ein Gewicht von 23 g. Äußerlich ähnelt die Art mit ihrer überwiegend braungrauen Färbung der Haus-Spitzmausbeutelratte (Monodelphis domestica). Die Kopfseiten sind hell rötlich, der Bauch ist hell beige. Der Schwanz ist nur auf dem ersten Zentimeter an der Basis behaart, der unbehaarte Teil ist auf der Oberseite dunkel und an der Unterseite hell gefärbt. Wie wahrscheinlich alle Spitzmausbeutelratten haben die Weibchen keinen Beutel. Die Anzahl der Zitzen ist unbekannt, da sie beim Holotyp nicht sichtbar waren. Der Karyotyp der Sancta-Rosa-Spitzmausbeutelratte ist unbekannt. Von der Haus-Spitzmausbeutelratte kann die Santa-Rosa-Spitzmausbeutelratte durch ihre geringere Größe und die rötlichen Kopfseiten (grau bei der Haus-Spitzmausbeutelratte) unterschieden werden.

## Lebensweise
Der Holotyp der Santa-Rosa-Spitzmausbeutelratte ist am Rand eines saisonal überfluteten Graslandes in einer der brasilianischen Cerrado ähnelnden Savannenlandschaft (Chiquitania) mit verstreuten einzelnen Bäumen und kleinen Trockenwäldern mit geschlossenem Kronendach gefangen worden. Ob dies der typische Lebensraum der Art darstellt, ist ungewiss, da nur ein Exemplar bekannt ist. Auch kann bisher nicht geklärt werden, ob die Art ein Endemit eines kleinen Gebietes rund um den Fundort ist oder ob sie weiter verbreitet ist und andere Exemplare der Art bisher mit der Haus-Spitzmausbeutelratte verwechselt wurden. Über das Verhalten, die Ernährung, die Aktivitätsmuster und die Fortpflanzung der Tiere ist bisher nichts bekannt.

## Status
Die Santa-Rosa-Spitzmausbeutelratte wird von der IUCN nicht gelistet. Da nur ein einziges Exemplar bisher gefangen wurde, kann über eine eventuelle Gefährdung noch keine Aussage getroffen werden.

## Belege
1. 1 2  Robert S. Voss, Ronald H. Pine und Sergio Solari: A New Species of the Didelphid Marsupial Genus Monodelphis from Eastern Bolivia. American Museum Novitates 2012(3740), 1-14, (18 April 2012). doi: 10.1206/3740.2, Researchgate
2. 1 2 3 4  Diego Astúa: Family Didelphidae (Opossums). in Don E. Wilson, Russell A. Mittermeier: Handbook of the Mammals of the World – Volume 5. Monotremes and Marsupials. Lynx Editions, 2015, ISBN 978-84-96553-99-6. Seite 150 u. 151.